# Grammis 2019
Der schwedische Musikpreis Grammis 2019 wurde am 7. Februar 2019 im Annexet in Stockholm verliehen. Es handelte sich um die 36. Verleihung des  wichtigsten schwedischen Musikpreises. Insgesamt wurde der Preis in 22 Kategorien verliehen. Die Preisverleihung wurde über TV4 Play ausgestrahlt. Die Moderation übernahmen Daniel Hallberg und Rennie Mirro. Live traten Albin Lee Meldau, Junior Brielle, Sabina Ddumba, Janice & Molly Hammar, Molly Sandén, Peter Jöback & Tensta Joyful Noice, Avantgardet, Daniel Adams-Ray, Leslie Tay feat. Syster Sol & Ikai sowie Vargas & Lagola und Smith & Thell auf.

## Gewinner und Nominierte
Die Gewinner sind fett markiert und vorangestellt.
| Album des Jahres | Alternative-Pop-Album des Jahres |
| --- | --- |
| - Seinabo Sey – I’m a Dream - Little Jinder – Hejdå - Lykke Li – So Sad So Sexy - Robyn – Honey - Z.E – Min penna blöder | - Sarah Klang – Love in the Milky Way - El Perro del Mar – We Are History - First Aid Kit – Ruins - Little Jinder – Hejdå - Lykke Li – So Sad So Sexy                                                                                  |
| Künstler des Jahres | Kindermusik des Jahres |
| - Z.E - Cherrie - Hov1 - Robyn - Seinabo Sey | - Gullan Bornemark – Mina egna favoriter - Barnkammarboken – Det bästa ur – Den silvriga barnkammarboken - Nils Berg & Kalle Carmback med vänner – I en stad - Räkna Kråkor – Andra sommaren - Tetra – Lullabies from Around the World |
| Tanzmusik des Jahres | Elektro/Tanzmusik des Jahres |
| - Blender – Gambla litegrann - Casanovas – Vi lever här och nu - Larz-Kristerz – Det går bra nu - Lasse Stefanz – Forever - Sannex – Crossroads | - Neneh Cherry – Broken Politics - Bella Boo – Fire - Quiltland – Polarity - Shakarchi & Stranéus – Steal Chickens from Men and The Future from God - Tungevaag & Raaban – All For Love, Bad Boy, Hey Baby                             |
| Folk-/Volksmusik-Album des Jahres | Hip-Hop-Künstler des Jahres |
| - Per Gudmundson & Bengan Janson – Hjeltamôs - Hazelius Hedin – Jorland - Lena Jonsson – Places - Sara Ajnnak – Gulldalit – Can You Hear Me - Åkervinda – Förgänglighet | - Jireel – 18 - Fricky – Aqua Aura - Imenella – Chagga, Moves Remix - Ozzy – Ett öga rött - Stor – Stockholm står kvar, Purple Haze, Säga mig ft Jireel                                                                                |
| Hardrock-/Metal-Album des Jahres | Jazzalbum des Jahres |
| - Tribulation – Down Below - At the Gates – To Drink from the Night Itself - Ghost – Prequelle - Hardcore Superstar – You Can’t Kill My Rock’n Roll - The Night Flight Orchestra – Sometimes the World Ain’t Enough | - Amanda Ginsburg – Jag har funderat på en sak - Bo Sundström – Mitt dumma jag – Svensk jazz - Bobo Stenson Trio – Contra La Indecisión - Georg Riedel – Secret Song - Johan Lindström Septett – Music for Empty Halls                 |
| Klassikalbum des Jahres | Komponist des Jahres |
| - Zilliacus/Raitinen/Forsberg – Amanda Maier: Volume 3 - Eric Ericsons Kammarkör/Marinens musikkår/Fredrik Malmberg/Sveriges Radios symfoniorkester/Radiokören & Andrew Manze – Nocturnal Singing - Göteborgs Symfoniorkester – Torbjörn Iwan Lundquist, Symfonier 3 och 4 - The Nordic Baroque Band – The Nordic Baroque Band - Västerås Sinfonietta/Ollikainen/Sturfält/Takács-Nagy – Anders Nilsson: Orchestral Works | - Ludwig Göransson – Childish Gambino – m.fl. - Jeff Roman – 18 - Little Jinder – Hejdå - Lykke Li – So Sad So Sexy - Robyn – Honey |
| Lied des Jahres | Musikvideo des Jahres |
| - Robyn – Missing U - Benjamin Ingrosso – Dance You Off - First Aid Kit – Fireworks - Fricky – Aqua Aura - Zara Larsson – Ruin My Life | - Gustaf Holtenäs – Jenny Wilson – Rapin* - Cobrah/Erik Hellmouth – Cobrah – Idfka - Joanna Nordahl – Tove Styrke – Sway - Sheila Johansson – Seinabo Sey – I Owe You Nothing - Simon Jung – Viagra Boys – Sports                      |
| Newcomer des Jahres | Popkünstler des Jahres |
| - Imenella – Chagga, Moves Remix - Fricky – Aqua Aura - Grant – In Bloom - Junior Brielle – Blod + (VM 94 & Love) - Ozzy – Ett öga rött | - Robyn – Honey - Amr Badr & Cherrie – Araweelo - Jenny Wilson – Exorcism - Joakim Åhlund – Avantgardet, Les Big Byrd - Ludwig Göransson – Childish Gambino, Black Panther                                                             |
| Musikproduzent des Jahres | Rockalbum des Jahres |
| - Simon Superti für Adel, Dani M - Cherrie für Araweelo - Molly Sandén für Större - Seinabo Sey für I’m A Dream - Tove Styrke für Sway | - Hurula – Oss är allt - Avantgardet – Alla känner apan - Imperial State Electric – Anywhere Loud - Les Big Byrd – Iran Iraq IKEA - Viagra Boys – Street Worms                                                                         |
| Songwriter des Jahres | |
| - Slowgold – Mörkare - Christian Kjellvander – Wild Hxmans - Eagle-Eye Cherry – Streets of You - Lisa Ekdahl – More of the Good - Sven-Bertil Taube – Så länge skutan kan gå vol. 2 | |
| Ehrenpreis | Sonderpreis |
| - Avicii | - Jan Hansson |